# Coalición Vamos
La Coalición Vamos es una autoproclamada coalición electoral de candidatos independientes de Panamá, fundada el 5 de abril de 2022 por los diputados Juan Diego Vásquez, Gabriel Silva y otros dirigentes sin filiación política. Su objetivo político es organizar, capacitar y promover a nuevos líderes para candidaturas a la Asamblea Nacional y gobiernos locales en el país (alcaldes y representantes de corregimiento). Esta organización no está reconocida por el Tribunal Electoral como un partido político y la autoridad electoral sólo reconoce individualmente a sus integrantes bajo el marco de la «libre postulación».
Compitió por primera vez en las elecciones generales de 2024 sin un candidato presidencial; con 39 candidatos a la Asamblea Nacional, 11 candidatos a alcalde y 42 candidatos a representante de corregimiento. La Coalición Vamos obtuvo 19 curules en la Asamblea Nacional, convirtiéndose en la agrupación política con el mayor número de diputados. Asimismo, 2 candidatos de Vamos fueron electos como alcaldes: Raúl Montenegro en Los Santos, con el 42.64% de los votos, e Irma Hernández en San Miguelito, con el 50.02% de los votos. Doce candidatos fueron electos como representantes: 5 en el distrito de Panamá, 4 en el distrito de San Miguelito, 2 en Panamá Oeste (Vacamonte y Juan D. Arosemena) y una en Chiriquí (David Sur).
De este modo, el 51.28% de los candidatos a la Asamblea Nacional fueron electos; al igual que el 28.57% de representantes y el 18.18% de alcaldes. La Coalición Vamos fue una parte central de los logros obtenidos por los candidatos de libre postulación en 2024, considerando que 19 de los 20 diputados elegidos bajo este marco fueron postulados por la Coalición, al igual que un número importante de candidatos electos por la libre postulación en todo el país para los gobiernos locales (principalmente en Panamá, Panamá Oeste, Los Santos y Chiriquí).

## Historia

### Período legislativo de 2019 a 2024
En las elecciones generales de 2019, se eligieron a 5 diputados de la Asamblea Nacional por la libre postulación. Los diputados electos fueron Juan Diego Vásquez del circuito 8-6 (San Miguelito), Gabriel Silva del circuito 8-7 (oeste del distrito de Panamá), Edison Broce y Raúl Fernández del circuito 8-8 (sureste del distrito de Panamá). Adán Bejerano del circuito 12-2 (Comarca Ngäbe-Buglé) también fue elegido por la libre postulación, pero eventualmente renunció a la bancada independiente en 2022 por sus diferencias ideológicas con los otros cuatro diputados independientes.
Los diputados independientes se destacaron durante este período legislativo por sus numerosas cuestionamientos a las decisiones del gobierno de Laurentino Cortizo y la mayoría legislativa del PRD y MOLIRENA. Los cuatro diputados independientes votaron en contra del contrato con First Quantum Minerals que suscitó las protestas de 2023,  además de proponer y apoyar numerosas iniciativas legislativas para el desarrollo socioeconómico y político de Panamá.

### Período de campaña electoral para 2024
La Coalición Vamos fue fundada el 5 de abril de 2022, en un acto celebrado en el Parque Urracá de la Ciudad de Panamá y dirigido por los diputados Juan Diego Vásquez y Gabriel Silva. Además, participaron otros dirigentes comunitarios, como Irma Hernández, Walkiria Chandler D'Orcy, Javier Yap Endara, entre otros.La Coalición desarrolló durante las semanas siguientes un proceso de integración de precandidatos independientes para que sean elegibles por su lista electoral. El 8 de agosto de 2022, desde la sede principal del Tribunal Electoral, la Coalición presentó a sus más de 105 precandidatos y anunció que renunciarían de antemano al fuero penal electoral, que obtendrían desde julio de 2023 si logran las firmas necesarias.
El equipo de trabajo se conformó principalmente por voluntarios, en cinco áreas de trabajo: políticas públicas, reclutamiento, Academia, Mercadeo y Finanzas. Todo el esfuerzo central de la coalición fue liderada por los diputados Juan Diego Vásquez y Gabriel Silva, acompañados de jóvenes profesionales de distintos sectores, como Javier Yap Endara, Mijail Castillo, Sherryl Girón, Daniel de Roche, Juan David Rojas, entre muchos otros voluntarios que dedicaron recursos y talento para llevar adelante el proceso de coordinación y gestión. 
La Coalición recibió el apoyo de parte del músico y expolítico Rubén Blades a principios de junio de 2023. El proceso de recolección de firmas concluyó el 30 de julio de 2023, con el 95% de los precandidatos de la Coalición obteniendo las firmas necesarias para estar en la papeleta de las elecciones generales. La Coalición rechazó repetidamente la posibilidad de constituir una alianza con otras agrupaciones políticas, pero definió un acuerdo estratégico parcial con el Movimiento Otro Camino en septiembre de 2022 para maximizar las posibilidades de victoria electoral de ambos a lo largo del país.
El periodo de campaña fue concluido el 1 de mayo de 2024 a través de un acto multitudinario en el área este de San Miguelito, sin apoyar oficialmente a ningún candidato presidencial. Asimismo, en los últimos días de la campaña electoral, la Coalición promovió el voto en plancha como una alternativa para maximizar el número de diputados electos alrededor del país.

### Período legislativo de 2024 a 2029

#### Transición y elección de la junta directiva
Una vez concluyó el proceso de asignación de curules luego de las elecciones de 2024, los candidatos por la libre postulación obtuvieron 20 de los 71 escaños en la Asamblea Nacional y se convirtieron en la mayor agrupación política de la institución por primera vez en la historia panameña. La Coalición Vamos logró elegir a 19 de estos diputados (el 95% del total), con Betserai Richards del circuito 8-6 como el único diputado de libre postulación que no era parte de la lista electoral de la Coalición. La exdiputada Zulay Rodríguez, quien fue reelecta en 2019 pero renunció para aspirar a la presidencia de la República, inicialmente había obtenido los votos requeridos para que se le asignara una curul legislativa como candidata por la libre postulación, pero fue superada por el candidato Luis Omar Ortega de Realizando Metas y decidió apelar los resultados.
Los diputados electos de la Coalición realizaron una reunión de transición con los cuatro diputados independientes el 14 de mayo de 2024, donde anunciaron que Betserai Richards se uniría a la agrupación y conformarían la «Bancada Independiente Vamos». La bancada se reunió con el presidente electo José Raúl Mulino el 30 de mayo, e inició las negociaciones con otras bancadas para constituir una mayoría que les permitiera ser parte de la junta directiva de la Asamblea Nacional. La bancada eligió a Janine Prado, diputada del circuito 9-1, como jefa de bancada y a Luis Duke, diputado del circuito 8-2, como subjefe de bancada el 25 de mayo. Tres días antes de la instalación de la Asamblea Nacional, la Coalición anunció a la diputada Walkiria Chandler del circuito 8-3 como su candidata a la presidencia de la institución.
El 1 de julio, la Coalición perdió las cinco elecciones para la junta directiva de la Asamblea Nacional al no obtener el apoyo de la bancada de Cambio Democrático y algunos diputados del Partido Panameñista. La elección a la segunda vicepresidencia, para la que postularon a José Pérez Barboni de MOCA, fue perdida por una diferencia de 6 votos; mientras que la elección a la subsecretaría general, para la que postularon al abogado Mijaíl Castillo, fue perdida por una diferencia de 7 votos. Estas fueron las elecciones con menor diferencia de votos, al recibir el apoyo mayoritario del Partido Panameñista.

## Organización interna
El 22 de febrero de 2024, la Coalición Vamos convocó a una asamblea general para elegir a una Junta Directiva Provisional y establecer sus estatutos internos e iniciativas políticas a futuro. Los miembros de la Junta Directiva Provisional elegidos durante esta asamblea son los siguientes:
- Presidente.
  - Juan Diego Vásquez, exdiputado de la Asamblea Nacional (2019-2024).
- Vicepresidente.
  - Gabriel Silva, exdiputado de la Asamblea Nacional (2019-2024).
- Secretaria General.
  - Sherryl Girón.
- Director de Organización Política.
  - Mijail Castillo, excandidato a subsecretario general de la Asamblea Nacional (2024).
- Director de Legal y Cumplimiento.
  - Javier Yap Endara, nieto del opositor de la dictadura militar y expresidente Guillermo Endara (1989-1994).
- Directora de Administración, Finanzas y Recaudación.
  - Natibeth Kennion.
- Directora de Gestión de Talentos.
  - Beisy Broce.
- Representantes de la Asamblea Nacional.
  - Janine Prado, jefa de la Bancada Independiente y diputada por el circuito 9-1 (distrito de Santiago).
  - Lenin Ulate, diputado de la Asamblea Nacional por el circuito 13-1 (distrito de Arraiján).
- Representantes de los gobiernos locales.
  - Amed Rojas, jefe de los Gobiernos Locales y representante de Amelia Denis de Icaza.
  - Irma Hernández, alcaldesa del distrito de San Miguelito.
- Secretaria de la Mujer.
  - Cristal Balabarca, excandidata a la Asamblea Nacional por el circuito 8-4 (distrito de Panamá).
- Secretario de la Juventud.
  - Said Baso.
- Secretaria de Personas con Discapacidad.
  - Elodia Muñoz.

## Resultados electorales

### Elecciones presidenciales
|  | 0.00 % |

|  | 0.00 % |

|  | 0.00 % |

### Elecciones legislativas
| Año  | Votos   | %                | Diputados | Resultado | Observación | Líder legislativo                   |
| ---- | ------- | ---------------- | --------- | --------- | --- | ----------------------------------- |
| 2024 | 514 900 | \| \| 24,06 % \| | 20/71     | Oposición | El porcentaje incluye los de otras listas independientes, dado que no hay una estadística específica disponible. Betserai Richards fue electo como parte de otra lista, pero se unió poselectoralmente. | Janine Prado (Santiago de Veraguas) |
|      | 24,06 % |                  |           |           | |                                     |